# Підліски (Хмельницький район)

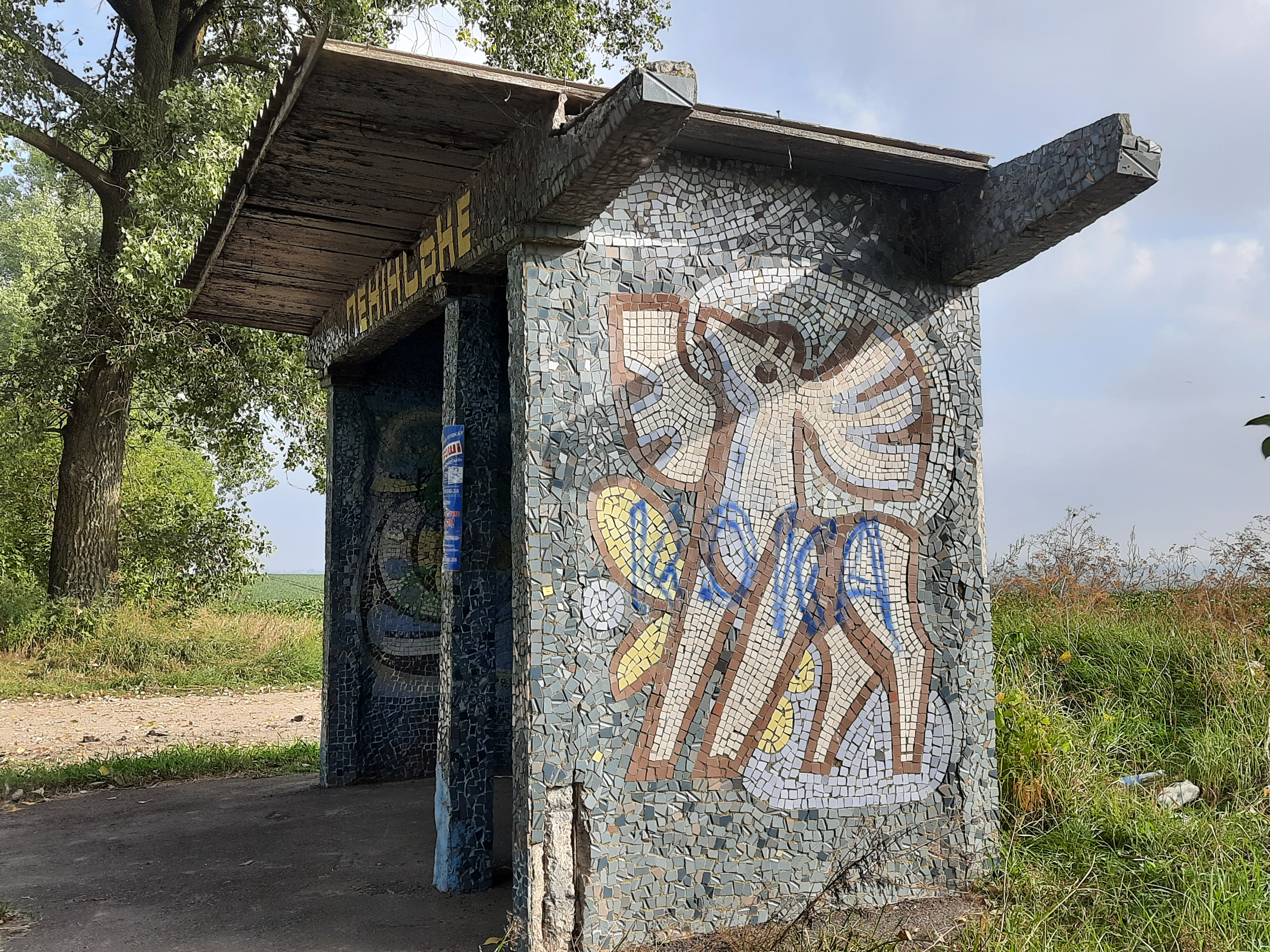
Автобусна зупинка біля села

Підліски (до 2016 року — Ленінське) — село в Україні, у Теофіпольській селищній громаді Хмельницького району Хмельницької області. Населення становить 110 осіб. 

## Історія
Село засноване в 1926 році. 41 селянське господарство села Кунча переселилося на віддаленій землі, і за 5 кілометрів від нього заклали нове поселення.
12 червня 2020 року, відповідно до розпорядження Кабінету Міністрів України № 727-р «Про визначення адміністративних центрів та затвердження територій територіальних громад Хмельницької області», увійшло до складу Теофіпольської селищної громади.
19 липня 2020 року, в результаті адміністративно-територіальної реформи та ліквідації Теофіпольського району, село увійшло до складу Хмельницького району.

## Населення

### Мова
Розподіл населення за рідною мовою за даними :
| Мова       | Кількість | Відсоток |
| ---------- | --------- | -------- |
| українська | 109       | 99.09%   |
| російська  | 1         | 0.91%    |
| Усього     | 110       | 100%     |